# Rafał Ambrozik
Rafał Michał Ambrozik (ur. 8 grudnia 1979 w Rawie Mazowieckiej) – polski polityk i samorządowiec, senator IX, X i XI kadencji.

## Życiorys
Syn Jana i Jadwigi. W 2004 ukończył studia z prawa administracyjnego na Wydziale Prawa i Administracji Uniwersytetu Łódzkiego. W 2011 został absolwentem Wydziału Prawa i Administracji Uniwersytetu Kardynała Stefana Wyszyńskiego w Warszawie. Od 2000 do 2002 był inspektorem w szpitalu miejskim w Łodzi.
Od 2004 do 2015 pracował jako dyrektor biura eurodeputowanego Janusza Wojciechowskiego. Współpracował także z jego bratem, senatorem Grzegorzem Wojciechowskim. W 2014 z listy Prawa i Sprawiedliwości uzyskał mandat radnego sejmiku łódzkiego.
W wyborach parlamentarnych w 2015 z ramienia PiS został wybrany do Senatu IX kadencji w okręgu wyborczym nr 29. W wyborach w 2019 i 2023 z powodzeniem ubiegał się o senacką reelekcję.

## Wyniki wyborcze
| Wybory | Komitet wyborczy  | Komitet wyborczy       | Organ                                   | Okręg           | Wynik          |
| ------ | ----------------- | ---------------------- | --------------------------------------- | --------------- | -------------- |
| 2014   |                   | Prawo i Sprawiedliwość | Sejmik Województwa Łódzkiego V kadencji | nr 5            | 10 716 (8,16%) |
| 2015   | Senat IX kadencji | Prawo i Sprawiedliwość | nr 29                                   | 53 780 (42,18%) |                |
| 2019   | Senat X kadencji  | Prawo i Sprawiedliwość | nr 29                                   | 83 024 (53,32%) |                |
| 2023   | Senat XI kadencji | Prawo i Sprawiedliwość | nr 29                                   | 84 981 (46,28%) |                |